# Vietnascincus rugosus
Vietnascincus rugosus — вид сцинкоподібних ящірок родини сцинкових (Scincidae). Ендемік В'єтнаму. Це єдиний представник монотипового роду Vietnascincus.

## Поширення і екологія
Vietnascincus rugosus відомі з типової місцевості, розташованої на північному сході провінції Зялай, на висоті 700 м над рівнем моря. Вони живуть у вологих тропічних лісах. Ведуть деревний або напівдеревний спосіб життя.